# 프랭키 코스모스
프랭키 코스모스(Frankie Cosmos, 1994년 3월 21일 ~ )는 미국의 싱어송라이터이며, 밴드 포치스(Porches)의 전직 기타리스트이다.

## 음반 목록
- Zentropy (2014)
- Next Thing (2016)
- Vessel (2018)
- Close It Quietly (2019)